# Onderste Hof (Brunssum)
De Onderste Hof of Weyershof is een hoeve en voormalig kasteel, gelegen aan de noordrand van de gemeente Brunssum in Nederlands Zuid-Limburg. De hoeve ligt op een hoogte ten noorden van de Merkelbekerbeek en ten noordoosten van het Clemenskerkje. Verder naar het noordoosten ligt langs de beek de motte De Vossenberg. Er is ook een Bovenste Hof: dat ligt verder stroomopwaarts.

## Geschiedenis
Midden 14e eeuw zou Jan van de Wijer in bezit zijn van dit Valkenburgse leengoed. In 1381 werd Reiner Beck van den Wijer met de hof beleend, als opvolger van Jan van Uijlwijck. Reinier wordt beschouwd als stamvader van de familie Bex. Zijn zoon Peter volgde hem in 1418 op als leenman.
De familie Von Buwinkhausen erfde via de vrouwelijke lijn de Onderste Hof midden 16e eeuw. Hendrik Achilles verkocht in 1653 het goed aan Johan Ghijsen. In 1711 kreeg de Maastrichtse burgemeester Jacobus Presters het huis in handen en in 1729 werd Peter Thomas baron de Negri de nieuwe eigenaar.

## Beschrijving
Het kasteel heeft mogelijk gestaan op het eilandje dat op kadastrale kaarten van begin 19e eeuw staat ingetekend. Het zou dan gaan om een omgrachte woontoren of een verdedigbare boerderij. In 1729 was in ieder geval geen sprake van een kasteelachtig huis, maar was er slechts een hof met schuur aanwezig.
De huidige hoeve is, volgens de jaarankers in de muren, gebouwd of herbouwd rond 1686. Het woongedeelte heeft zijn huidige aanzicht gekregen tijdens een grootscheepse verbouwing in 1848. Het hoofdgebouw bestaat uit twee bouwlagen met een zadeldak, met halverwege de voorgevel drie bouwlagen: dit wijst mogelijk op een voormalig poortgebouw.
Op de gesloten binnenplaats bevinden zich een hardstenen deuromlijsting met een opschrift en drie wapenstenen van de families van Boel, Buwinkhausen en Hoen van Cartils.

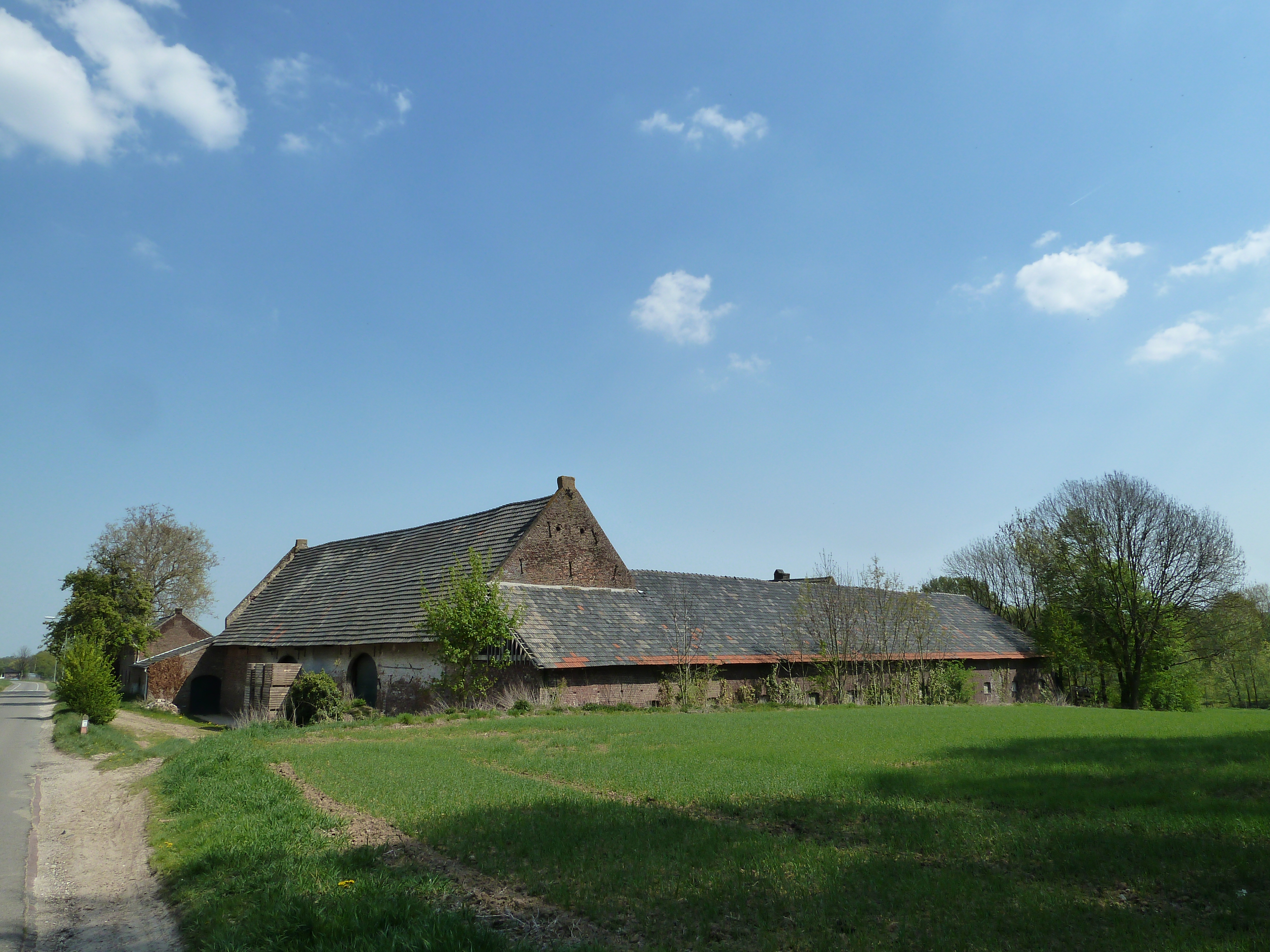
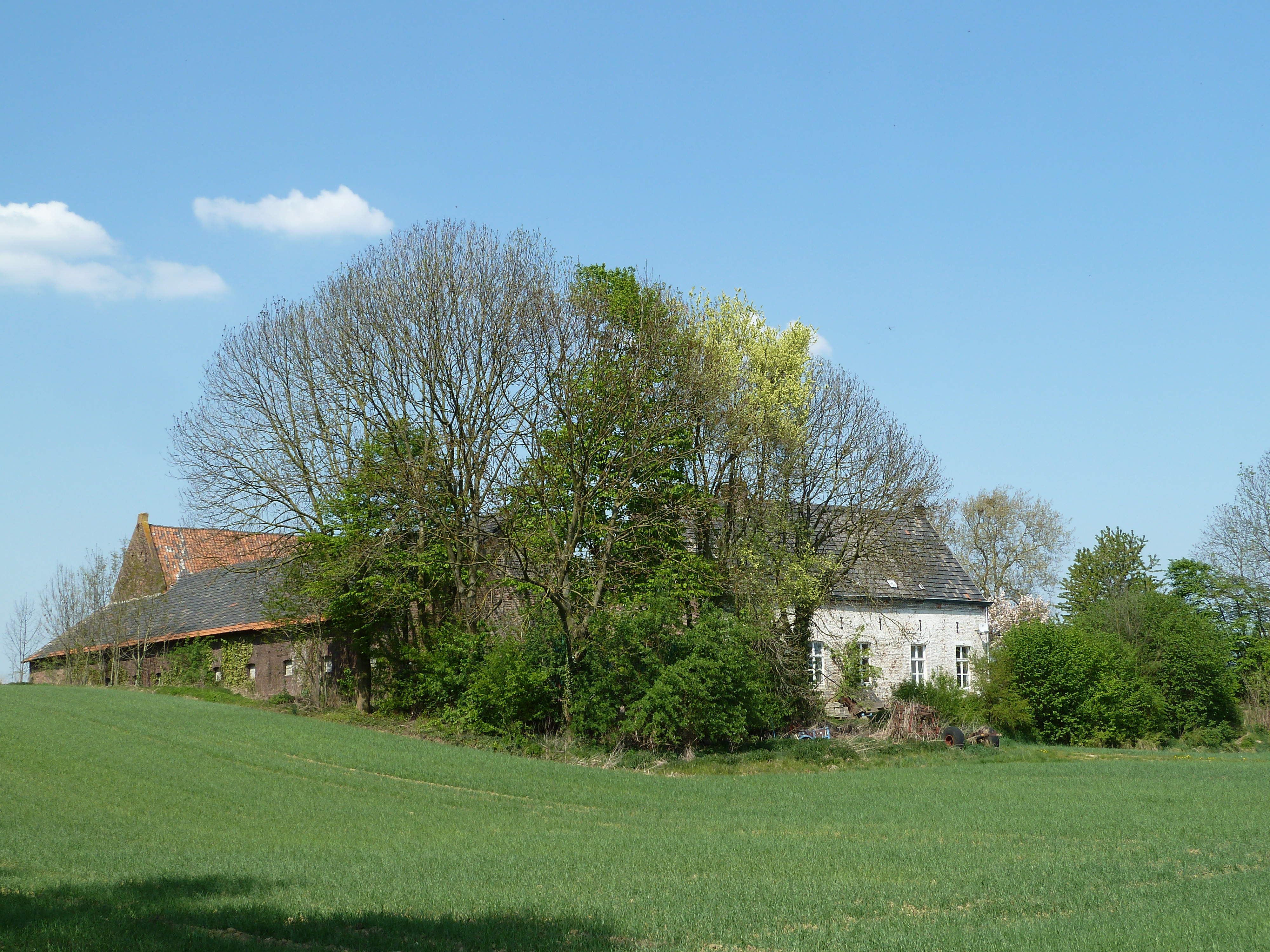

De hoeve is een rijksmonument.